# USS Cimarron (AO-177)
El U.S.S. Cimarron (AO-177) fue un petrolero de flota, líder de su clase perteneciente a la U.S. Navy. El USS Cimarron fue construido en los astilleros Avondale Shipyards de Nueva Orleans, Luisiana, donde comenzó su construcción en el año 1978 y fue dado de alta en 1981. El USS Cimarron fue dado de baja en 1998 y su nombre desapareció de registro naval de buques al año siguiente. Actualmente, permanece en la Bahía Susuin, California, con la Flota de reserva de Defensa Nacional.